# 26151 Irinokaigan
26151 Irinokaigan è un asteroide della fascia principale. Scoperto nel 1994, presenta un'orbita caratterizzata da un semiasse maggiore pari a 2,4398959 UA e da un'eccentricità di 0,2684290, inclinata di 22,77145° rispetto all'eclittica.